# Boisney
Boisney är en kommun i departementet Eure i regionen Normandie i norra Frankrike. Kommunen ligger i kantonen Brionne som tillhör arrondissementet Bernay. År 2022 hade Boisney 287 invånare.

## Befolkningsutveckling
Antalet invånare i kommunen Boisney
Referens:INSEE